# آق‌گونی
آق‌گونی یک منطقهٔ مسکونی در ایران است که در دهستان مهماندوست واقع شده‌است. براساس سرشماری مرکز آمار ایران در سال ۱۳۹۵، آق‌گونی ۳۱ نفر جمعیت دارد.